# 卡姆·福勒
卡姆·福勒（英語：Cam Fowler，1991年12月5日—），美国男子冰球运动员，场上位置是后卫。他曾代表美国国家队参加2014年冬季奥林匹克运动会冰球比赛，获得第四名。